# مرکز نیروی هوایی نیوزیلند-اوهاکئا
مرکز نیروی هوایی نیوزلند در اوهاکآ (به انگلیسی: RNZAF Base Ohakea) یک فرودگاه نظامی با کد یاتا OHA است که یک باند فرود آسفالت دارد و طول باند آن ۲۴۴۵ متر است. این فرودگاه در کشور نیوزلند قرار دارد و در ارتفاع ۵۰ متری از سطح دریا واقع شده است.